# Navarras flagga

Navarras flagga

Navarras flagga är den flagga som används av den spanska autonoma regionen Navarra (Nafarroa på baskiska). Flaggan är röd med regionens vapensköld i mitten, gyllene kedjor på röd bakgrund med en grön smaragd i mitten, krönt av en krona. Flaggans nuvarande utformning antogs den 9 augusti 1982.
Flaggan användes tidigare av kungariket Navarra och används fortfarande inofficiellt i den historiska fransk-baskiska provinsen Nedre Navarra.

## Galleri

Navarras flagga under den andra spanska republiken (1931–1937)
Navarras flagga under Franco-diktaturen (1937–1981)
Historisk flagga för kungariket Navarra
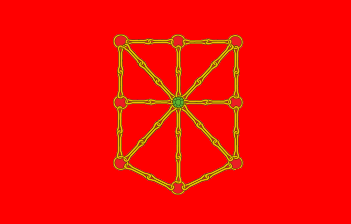
Navarras flagga utan krona; används ofta av baskiska vänsternationalister
Navarras symbol i det övre vänstra hörnet på flaggan för det franska departementet Pyrénées-Atlantiques
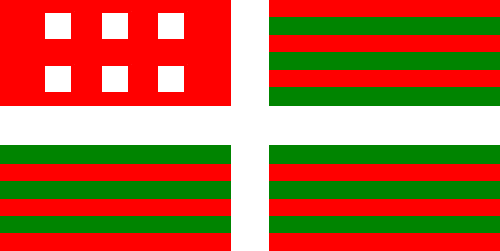
Förslag till flagga för Navarra, framlagt av Luis och Sabino Arana vid 1800-talets slut
Spaniens riksvapen där symbolen för Navarra ingår i det nedre högra fältet
Baskisk vapensköld där symbolen för Navarra ingår i det nedre mittersta fältet
Äldre vapensköld för den autonoma regionen Baskien, där symbolen för Navarra ingick i det nedre högra fältet (nu ersatt med ett rött fält)